# A Man on the Inside
A Man on the Inside (Un hombre infiltrado, en español) es una serie de televisión de comedia estadounidense creada por Michael Schur y protagonizada por Ted Danson como un jubilado convertido en investigador privado aficionado. Está basada en el documental chileno de 2020 El agente topo de Maite Alberdi.  La serie se estrenó el 21 de noviembre de 2024. En diciembre de 2024, fue renovada para una segunda temporada, a estrenarse en 2025.

## Elenco

### Principal
- Ted Danson como Charles Nieuwendyk, [4] un viudo y profesor universitario de ingeniería jubilado que acepta un trabajo como asistente de investigación para un detective privado para ir de incógnito a la comunidad de jubilados Pacific View en San Francisco, con el fin de encontrar un collar de rubíes perdido.
- Mary Elizabeth Ellis como Emily Nieuwendyk, [4] la hija de Charles que vive en Sacramento con su esposo Joel Piñero y sus tres hijos adolescentes.
- Lilah Richcreek Estrada como Julie, [4] una investigadora privada de Investigaciones Kovalenko que contrata a Charles
- Stephanie Beatriz como Didi, [4] directora general de Pacific View Retirement Community

### Recurrentes
- Eugene Cordero como Joel Piñero,  el esposo de Emily
- Sally Struthers como Virginia Foldau
- Marc Evan Jackson como Evan Cubbler
- Kerry O'Malley  como Megan Chagughlaight-Accourse, asistente de Julie en Investigaciones Kovalenko
- Margaret Avery como Florence Joanne Whistbrook,  la mejor amiga de Virginia en la comunidad de retiro Pacific View.
- John Getz como Elliott Haverhill
- Susan Ruttan como Gladys Montrose,  vecina de Charles en la comunidad de retiro Pacific View, que era diseñadora de vestuario.
- Veronica Cartwright como Beverly Banks
- Miles Fowler como Jaylen LaMont, miembro del personal de Pacific View Retirement Community
- Clyde Kusatsu como Grant Yokohama
- Stephen McKinley Henderson como Calbert Graham,  un residente solitario en la comunidad de retiro Pacific View con quien Charles se hace amigo.
- Lori Tan Chinn como Susan Yang,  presidenta del consejo de residentes de la comunidad de retiro Pacific View
- Jama Williamson como Beatrice Vanbeck,  la directora de actividades de Pacific View Retirement Community

## Episodios
| N.º | Título | Dirigido por   | Escrito por                     | Fecha de lanzamiento original |
| --- | --- | -------------- | ------------------------------- | ----------------------------- |
| 1   | «Tinker Tailor Older Spy» «El topo de la tercera edad»                                                          | Michael Schur  | Michael Schur                   | 21 de noviembre de 2024       |
| 2   | «The Man Who Knew Too Much About Bridges» «El hombre que sabía demasiado de puentes»                            | Morgan Sackett | Sylvia Batey Alcalá             | 21 de noviembre de 2024       |
| 3   | «The Emily Always Rings Twice» «Emily siempre llama dos veces»                                                  | Rebecca Asher  | Hayley Frazier & Emalee Burditt | 21 de noviembre de 2024       |
| 4   | «The Curious Incident of the Dog in the Painting Class» «El curioso incidente del perro en la clase de pintura» | Rebecca Asher  | Bridget Stinson                 | 21 de noviembre de 2024       |
| 5   | «Presents and Clear Danger» «Regalo inminente»                                                                  | Anu Valia      | Janet Leahy & Alex Farber       | 21 de noviembre de 2024       |
| 6   | «Our Man in Sacramento» «Nuestro hombre en sacramento»                                                          | Anu Valia      | Karen Chee                      | 21 de noviembre de 2024       |
| 7   | «From Russian Hill with Love» «De Russian Hill con amor»                                                        | Morgan Sackett | Lisa Muse Bryant                | 21 de noviembre de 2024       |
| 8   | «The Spy Who Came in from the Cold» «El espía que surgió del frío»                                              | Michael Schur  | Dan Schofield                   | 21 de noviembre de 2024       |

## Producción
Mike Schur y su socio productor Morgan Sackett habían estado adaptando la película de 1989 Campo de sueños para Peacock. La serie no avanzaba, por lo que Sackett le envió un correo electrónico a Schur preguntándole si había visto El agente topo, para adaptarla en una serie de televisión.  Sackett sugirió, a través de un correo electrónico que envió a Schur, que Danson interpretara el papel principal.
En marzo de 2023, se anunció que Danson protagonizaría la serie.  El resto del elenco fue anunciado en febrero de 2024; en ese momento, la serie se titulaba A Classic Spy.  En agosto de ese mismo año, Netflix lanzó las primeras imágenes de la serie. 
Durante la semana del 9 de mayo de 2024, para la filmación local en San Francisco y en las secuoyas a lo largo del río Ruso, el equipo de Netflix y el presidente Joe Biden se hospedaron en el hotel Fairmont.

## Lanzamiento
A Man on the Inside se estrenó en Netflix el 21 de noviembre de 2024.

## Recepción
El sitio web agregador de reseñas Rotten Tomatoes informó un índice de aprobación del 96% con una calificación promedio de 7.9/10, basada en 26 reseñas de críticos.  Metacritic, que utiliza un promedio ponderado, asignó una puntuación de 75 sobre 100 basándose en 21 críticos, lo que indica reseñas "generalmente favorables".